# Марк Невий
Марк Невий (на латински: Marcus Naevius) е политик на Римската република през 2 век пр.н.е. Произлиза от плебейската фамилия Невии.
През 184 пр.н.е. той е народен трибун с колега Тиберий Семпроний Гракх. Консули тази година са Публий Клавдий Пулхер и Луций Порций Лицин.
По времето на съпротивата против даването на триумф на Гней Манлий Вулзон, Марк Невий обвинява и дава на съд Сципион Африкански, който също като Вулзон е кандидат за цензор. Двамата не са избрани за цензори.